# Rick Gomez
Rick Gomez, eg. Richard Harper Gomez, född 1 juni 1972 i Bayonne i New Jersey, USA, är en amerikansk skådespelare.

## Biografi
Rick Gomez familj flyttade 1987 till South Plainfield i New Jersey, där han gick på South Plainfield High School. Han flyttade direkt till New York efter att han gått ut skolan för att börja sin karriär som skådespelare. Gomez är bror till skådespelaren Joshua Gomez. Han är gift med Jennifer Wymore sedan 15 september 2001 och har två barn med henne. Gomez är troligtvis mest känd för sin skildring av Sgt. George Luz i den prisbelönade serien Band of Brothers.

## Filmografi

### Filmer
- 1990 – Teenage Mutant Ninja Turtles
- 1995 – Bob and Sully (TV-film)
- 1995 – Clerks. (TV-film)
- 1995 – Mercy
- 1998 – Nu räcker det!
- 1999 – Three to Tango
- 2000 – Mary and Rhoda (TV-film)
- 2000 – Shark in a Bottle
- 2001 – Blue Shark Hash
- 2003 – Final Flight of the Osiris (kortfilm)
- 2003 – The Animatrix
- 2003 – Kl. 11:14
- 2003 – Last Man Running
- 2003 – Delusion (kortfilm)
- 2004 – Helter Skelter (TV-film)
- 2004 – The Chronicles of Riddick: Dark Fury (röst i kortfilm)
- 2004 – Fronterz
- 2004 – Ray
- 2005 – Sin City
- 2005 – Detective (TV-film)
- 2005 – Final Fantasy VII: Advent Children (röst)
- 2005 – Magnificent Desolation: Walking on the Moon 3D (dokumentär)
- 2006 – Tekkon kinkurîto (röst)
- 2007 – Transformers
- 2008 – The Consultants (TV-film)
- 2008 – Another Cinderella Story
- 2009 – Gone (kortfilm)
- 2009 – Stolen
- 2009 – Baby Bomber (kortfilm)
- 2010 – Love Ranch
- 2011 – Thor: Tales of Asgard (röst)
- 2011 – Leave
- 2011 – Applebox (kortfilm)
- 2011 – The Apparition
- 2011 – The Council of Dads (TV-film)
- 2011 – Leave
- 2011 – Thor: Tales of Asgard (röst, videofilm)
- 2012 – The Millionaire Tour
- 2012 – Breadcrumbs (kortfilm)
- 2012 – The Money Shot (kortfilm)
- 2012 – Buds (kortfilm)
- 2012 – The Apparition
- 2012 – Stand Up Guys
- 2013 – The Adventures of Pete & Pete (kortfilm)
- 2013 – America 101 (kortfilm)

### TV-serier
- 1993-1996 - The Adventures of Pete & Pete (6 avsnitt)
- 1996-1997 - Kablam! (2 avsnitt)
- 1997 - The Eddie Files (1 avsnitt)
- 1997 - Hitz (10 avsnitt)
- 2001 - Band of Brothers (9 avsnitt)
- 2002 - In-Laws (1 avsnitt)
- 2003 - Boomtown (3 avsnitt)
- 2003 - Gary the Rat (1 avsnitt)
- 2006-2007 - What About Brian (24 avsnitt)
- 2006-2008 - My Gym Partner's a Monkey (22 avsnitt)
- 2008-2012 - The Life & Times of Tim (röst i 9 avsnitt)
- 2009 - Cupid (7 avsnitt)
- 2010-idag - Justified (17 avsnitt)
- 2010 - The Good Guys (1 avsnitt)
- 2011 - Burn Notice (1 avsnitt)
- 2011 - Hawaii Five-0 (1 avsnitt)
- 2023 – Silo (TV-serie)

### Röst i TV-spel
- 2003 - Final Fantasy X-2
- 2005 - Call of Duty 2: Big Red One
- 2005 - Call of Duty 2
- 2007 - Crisis Core: Final Fantasy VII
- 2010 - Kingudamu hâtsu: Bâsu bai Surîpu